# Apogonia marginata
Apogonia marginata är en skalbaggsart som beskrevs av Heller 1896. Apogonia marginata ingår i släktet Apogonia och familjen Melolonthidae. Inga underarter finns listade i Catalogue of Life.